# Serie C 2018/19
Die Serie C 2018/19 war die 5. Spielzeit der dritthöchsten italienischen Spielklasse im Fußball der Männer. Sie begann verspätet am 16. September 2018 und endete am 5. Mai 2019.

## Saisonverlauf

### Vor Saisonbeginn
Ursprünglich war eine reguläre Durchführung mit 60 Mannschaften vorgesehen. Vor Saisonbeginn meldeten die SS Fidelis Andria 1928, die AC Mestre, der Reggio Audace FC und L.R. Vicenza Virtus Konkurs an. Bassano Virtus zog schließlich nach Vicenza um und fusionierte mit L.R. Vicenza Virtus; die Mannschaft spielt unter diesem Namen weiter. Um weitere Plätze aufzufüllen, bekamen die neu gegründete zweite Mannschaft von Juventus Turin sowie die vormaligen Serie-D-Klubs Cavese 1919 und Imolese Calcio 1919 ebenfalls das Startrecht. Diverse Mannschaften, wie beispielsweise die AS Viterbese Castrense, wurden im Gruppensystem umgestuft. Viterbese hatte sich unter anderem aus diesem Grund geweigert anzutreten, bestritt jedoch am 3. November 2018 das erste Saisonspiel.

### Ausschlüsse während der Saison
Wegen finanzieller Unregelmäßigkeiten wurde die SS Matera Calcio nach Abzug von acht Punkten im Oktober 2018 Anfang Februar 2019 mit dem Abzug weiterer 26 Punkte bestraft und nach 23 absolvierten Spielen vom Ligabetrieb ausgeschlossen. Die AS Pro Piacenza 1919 wurde nach 20 absolvierten Ligaspielen im Februar 2019 vom Spielbetrieb ausgeschlossen. Nach Streiks der Profispieler wegen ausstehender Gehaltszahlungen wurden im letzten Spiel lediglich sieben Nachwuchsspieler aufgestellt, die Mannschaft verlor mit 0:20 gegen die AC Cuneo 1905; das Spiel wurde im Nachhinein mit 3:0 für Cuneo gewertet.

## Gruppe A

### Teilnehmer
Die Vereine sind nach den Heimatstädten sortiert.
| Logo | Verein                   | Stadt                               | Region         |
| ---- | ------------------------ | ----------------------------------- | -------------- |
|      | Albissola 2010           | Albissola Marina-Albisola Superiore | Ligurien       |
|      | US Alessandria Calcio    | Alessandria                         | Piemont        |
|      | US Arezzo                | Arezzo                              | Toskana        |
|      | Arzachena Costa Smeralda | Arzachena                           | Sardinien      |
|      | Aurora Pro Patria        | Busto Arsizio                       | Lombardei      |
|      | Carrarese Calcio         | Carrara                             | Toskana        |
|      | Virtus Entella           | Chiavari                            | Ligurien       |
|      | AC Cuneo 1905            | Cuneo                               | Piemont        |
|      | AC Gozzano               | Gozzano                             | Piemont        |
|      | AS Lucchese Libertas     | Lucca                               | Toskana        |
|      | Novara Calcio            | Novara                              | Piemont        |
|      | Olbia Calcio 1905        | Olbia                               | Sardinien      |
|      | Piacenza Calcio 1919     | Piacenza                            | Emilia-Romagna |
|      | AS Pro Piacenza 1919     | Piacenza                            | Emilia-Romagna |
|      | US Pistoiese             | Pistoia                             | Toskana        |
|      | US Città di Pontedera    | Pontedera                           | Toskana        |
|      | AC Pisa                  | Pisa                                | Toskana        |
|      | Robur Siena              | Siena                               | Toskana        |
|      | Juventus Turin U23       | Turin                               | Piemont        |
|      | FC Pro Vercelli          | Vercelli                            | Piemont        |

### Abschlusstabelle
| Pl.             | Verein                      | Sp. | S  | U  | N  | Tore    | Diff. | Punkte |
| --------------- | --------------------------- | --- | -- | -- | -- | ------- | ----- | ------ |
| 1.              | Virtus Entella (A)          | 37  | 22 | 9  | 6  | 058:260 | +32   | 75     |
| 2.              | Piacenza Calcio 1919        | 37  | 22 | 8  | 7  | 056:330 | +23   | 74     |
| 3.              | AC Pisa                     | 37  | 19 | 12 | 6  | 047:280 | +19   | 69     |
| 4.              | US Arezzo                   | 37  | 16 | 16 | 5  | 049:320 | +17   | 64     |
| 5.              | FC Pro Vercelli (A)         | 37  | 18 | 10 | 9  | 045:290 | +16   | 64     |
| 6.              | Robur Siena                 | 37  | 16 | 15 | 6  | 057:400 | +17   | 63     |
| 7.              | Carrarese Calcio            | 37  | 19 | 5  | 13 | 065:460 | +19   | 62     |
| 8.              | Aurora Pro Patria (N)       | 37  | 16 | 9  | 12 | 043:360 | +7    | 57     |
| 9.              | Novara Calcio (A)           | 37  | 11 | 17 | 9  | 044:360 | +8    | 50     |
| 10.             | US Alessandria Calcio       | 37  | 9  | 18 | 10 | 035:400 | −5    | 45     |
| 11.             | US Città di Pontedera       | 37  | 10 | 15 | 12 | 033:390 | −6    | 45     |
| 12.             | Juventus Turin U23 A1       | 37  | 12 | 6  | 19 | 041:480 | −7    | 42     |
| 13.             | Olbia Calcio 1905           | 37  | 9  | 11 | 17 | 040:490 | −9    | 38     |
| 14.             | Arzachena Costa Smeralda A2 | 37  | 12 | 2  | 23 | 028:540 | −26   | 37     |
| 15.             | US Pistoiese                | 37  | 9  | 8  | 20 | 036:470 | −11   | 35     |
| 16.             | AC Gozzano (N)              | 37  | 6  | 15 | 16 | 035:440 | −9    | 33     |
| 17.             | Albissola 2010 (N)          | 37  | 6  | 10 | 21 | 033:590 | −26   | 28     |
| 18.             | AC Cuneo 1905 A2            | 37  | 11 | 14 | 12 | 029:360 | −7    | 24     |
| 19.             | AS Lucchese Libertas A2     | 37  | 9  | 18 | 10 | 045:400 | +5    | 20     |
| 20.             | AS Pro Piacenza 1919 A2     | 19  | 0  | 0  | 19 | 000:570 | −57   | −16    |
| Stand: Endstand |                             |     |    |    |    |         |       |        |

Platzierungskriterien: 1. Punkte – 2. Direkter Vergleich (Punkte, Tordifferenz, geschossene Tore) – 3. Tordifferenz – 4. geschossene Tore

| Zum Saisonende 2018/19: |                                    |
| Meister der Gruppe, Aufstieg in die Serie B 2019/20 und Teilnahme an der Supercoppa Serie C Teilnahme an den Play-offs Teilnahme an den Play-outs Abstieg in die Serie D 2019/20 |                                    |
| |                                    |
| Zum Saisonende 2017/18: |                                    |
| (A) | Absteiger aus der Serie B 2017/18  |
| (N) | Aufsteiger aus der Serie D 2017/18 |
| |                                    |

- AS Lucchese Libertas 25 Punkte[7][3]
- AC Cuneo 1905 23 Punkte[7][3]
- AS Pro Piacenza 1919 16 Punkte[7][3]
- Arzachena Costa Smeralda 1 Punkt[7]

## Gruppe B

### Teilnehmer
Die Vereine sind nach den Heimatstädten sortiert.
| Logo | Verein                  | Stadt                    | Region                  |
| ---- | ----------------------- | ------------------------ | ----------------------- |
|      | FC Südtirol             | Bozen                    | Trentino-Südtirol       |
|      | Alma Juventus Fano 1906 | Fano                     | Marken                  |
|      | AS Giana Erminio        | Gorgonzola               | Lombardei               |
|      | AS Gubbio 1910          | Gubbio                   | Umbrien                 |
|      | Imolese Calcio 1919     | Imola                    | Emilia-Romagna          |
|      | UC AlbinoLeffe          | Leffe                    | Lombardei               |
|      | FC Fermana              | Massa Fermana            | Marken                  |
|      | SS Monza 1912           | Monza                    | Lombardei               |
|      | Vis Pesaro              | Pesaro                   | Marken                  |
|      | Pordenone Calcio        | Pordenone                | Friaul-Julisch Venetien |
|      | FC Ravenna              | Ravenna                  | Emilia-Romagna          |
|      | AC Renate               | Renate                   | Lombardei               |
|      | FC Rimini 1912          | Rimini                   | Emilia-Romagna          |
|      | Feralpisalò             | Salò                     | Lombardei               |
|      | SS Sambenedettese       | San Benedetto del Tronto | Marken                  |
|      | SS Teramo Calcio        | Teramo                   | Abruzzen                |
|      | Ternana Calcio          | Terni                    | Umbrien                 |
|      | US Triestina            | Triest                   | Friaul-Julisch Venetien |
|      | Virtus Verona           | Verona                   | Venetien                |
|      | L.R. Vicenza Virtus     | Vicenza                  | Venetien                |

### Abschlusstabelle
| Pl.             | Verein                      | Sp. | S  | U  | N  | Tore    | Diff. | Punkte |
| --------------- | --------------------------- | --- | -- | -- | -- | ------- | ----- | ------ |
| 1.              | Pordenone Calcio            | 38  | 19 | 16 | 3  | 056:320 | +24   | 73     |
| 2.              | US Triestina B1             | 38  | 19 | 11 | 8  | 060:330 | +27   | 67     |
| 3.              | Imolese Calcio 1919 (N)     | 38  | 15 | 17 | 6  | 051:330 | +18   | 62     |
| 4.              | Feralpisalò                 | 38  | 17 | 11 | 10 | 050:410 | +9    | 62     |
| 5.              | SS Monza 1912               | 38  | 16 | 12 | 10 | 045:350 | +10   | 60     |
| 6.              | FC Südtirol                 | 38  | 13 | 16 | 9  | 042:330 | +9    | 55     |
| 7.              | FC Ravenna                  | 38  | 14 | 13 | 11 | 039:380 | +1    | 55     |
| 8.              | L.R. Vicenza Virtus         | 38  | 11 | 18 | 9  | 043:380 | +5    | 51     |
| 9.              | SS Sambenedettese           | 38  | 11 | 17 | 10 | 040:400 | ±0    | 50     |
| 10.             | FC Fermana                  | 38  | 12 | 11 | 15 | 021:350 | −14   | 47     |
| 11.             | Ternana Calcio (A)          | 38  | 9  | 17 | 12 | 039:400 | −1    | 44     |
| 12.             | AS Gubbio 1910              | 38  | 9  | 17 | 12 | 035:450 | −10   | 44     |
| 13.             | UC AlbinoLeffe              | 38  | 9  | 16 | 13 | 031:350 | −4    | 43     |
| 14.             | SS Teramo Calcio            | 38  | 10 | 13 | 15 | 036:460 | −10   | 43     |
| 15.             | Vis Pesaro (N)              | 38  | 9  | 15 | 14 | 029:310 | −2    | 42     |
| 16.             | AS Giana Erminio            | 38  | 8  | 18 | 12 | 042:500 | −8    | 42     |
| 17.             | AC Renate                   | 38  | 8  | 15 | 15 | 023:330 | −10   | 39     |
| 18.             | FC Rimini 1912 (N)          | 38  | 8  | 15 | 15 | 028:440 | −16   | 39     |
| 19.             | Virtus Verona (N)           | 38  | 10 | 8  | 20 | 036:500 | −14   | 38     |
| 20.             | Alma Juventus Fano 1906 (N) | 38  | 8  | 14 | 16 | 018:320 | −14   | 38     |
| Stand: Endstand |                             |     |    |    |    |         |       |        |

Platzierungskriterien: 1. Punkte – 2. Direkter Vergleich (Punkte, Tordifferenz, geschossene Tore) – 3. Tordifferenz – 4. geschossene Tore

| Zum Saisonende 2018/19: |                                    |
| Meister der Gruppe, Aufstieg in die Serie B 2019/20 und Teilnahme an der Supercoppa Serie C Teilnahme an den Play-offs Teilnahme an den Play-outs Abstieg in die Serie D 2019/20 |                                    |
| |                                    |
| Zum Saisonende 2017/18: |                                    |
| (A) | Absteiger aus der Serie B 2017/18  |
| (N) | Aufsteiger aus der Serie D 2017/18 |
| |                                    |

## Gruppe C

### Teilnehmer
Die Vereine sind nach den Heimatstädten sortiert.
| Logo | Verein                    | Stadt                   | Region     |
| ---- | ------------------------- | ----------------------- | ---------- |
|      | AS Bisceglie              | Bisceglie               | Apulien    |
|      | FC Casertana              | Caserta                 | Kampanien  |
|      | SS Juve Stabia            | Castellammare di Stabia | Kampanien  |
|      | Catania Calcio            | Catania                 | Sizilien   |
|      | Catanzaro Calcio 2011     | Catanzaro               | Kalabrien  |
|      | Cavese 1919               | Cava de’ Tirreni        | Kampanien  |
|      | Virtus Francavilla Calcio | Francavilla Fontana     | Apulien    |
|      | Sicula Leonzio            | Lentini                 | Sizilien   |
|      | SS Matera Calcio          | Matera                  | Basilikata |
|      | SS Monopoli 1966          | Monopoli                | Apulien    |
|      | Paganese Calcio 1926      | Pagani                  | Kampanien  |
|      | Potenza Calcio            | Potenza                 | Basilikata |
|      | Urbs Reggina 1914         | Reggio Calabria         | Kalabrien  |
|      | Rende Calcio 1968         | Rende                   | Kalabrien  |
|      | FC Rieti                  | Rieti                   | Latium     |
|      | Siracusa Calcio           | Syrakus                 | Sizilien   |
|      | Trapani Calcio            | Trapani                 | Sizilien   |
|      | US Vibonese Calcio        | Vibo Valentia           | Kalabrien  |
|      | AS Viterbese Castrense    | Viterbo                 | Latium     |

### Abschlusstabelle
| Pl.             | Verein                    | Sp. | S  | U  | N  | Tore    | Diff. | Punkte |
| --------------- | ------------------------- | --- | -- | -- | -- | ------- | ----- | ------ |
| 1.              | SS Juve Stabia C1         | 36  | 22 | 12 | 2  | 063:180 | +45   | 77     |
| 2.              | Trapani Calcio C1         | 36  | 22 | 8  | 6  | 060:340 | +26   | 73     |
| 3.              | Catanzaro Calcio 2011     | 36  | 20 | 7  | 9  | 065:320 | +33   | 67     |
| 4.              | Catania Calcio            | 36  | 19 | 8  | 9  | 048:290 | +19   | 65     |
| 5.              | Potenza Calcio (N)        | 36  | 14 | 15 | 7  | 045:320 | +13   | 57     |
| 6.              | Virtus Francavilla Calcio | 36  | 16 | 7  | 13 | 042:390 | +3    | 55     |
| 7.              | Urbs Reggina 1914 C1      | 36  | 16 | 8  | 12 | 045:330 | +12   | 52     |
| 8.              | SS Monopoli 1966 C1       | 36  | 13 | 14 | 9  | 041:310 | +10   | 51     |
| 9.              | FC Casertana              | 36  | 13 | 12 | 11 | 046:380 | +8    | 51     |
| 10.             | Rende Calcio 1968 C1      | 36  | 14 | 6  | 16 | 046:450 | +1    | 47     |
| 11.             | Cavese 1919 (N)           | 36  | 11 | 14 | 11 | 049:500 | −1    | 47     |
| 12.             | AS Viterbese Castrense    | 36  | 12 | 9  | 15 | 039:440 | −5    | 45     |
| 13.             | Sicula Leonzio            | 36  | 11 | 9  | 16 | 032:420 | −10   | 42     |
| 14.             | US Vibonese Calcio (N)    | 36  | 10 | 12 | 14 | 033:370 | −4    | 42     |
| 15.             | FC Rieti (N) C1           | 36  | 12 | 7  | 17 | 033:430 | −10   | 39     |
| 16.             | Siracusa Calcio C1        | 36  | 12 | 6  | 18 | 034:440 | −10   | 35     |
| 17.             | AS Bisceglie              | 36  | 7  | 11 | 18 | 022:410 | −19   | 29     |
| 18.             | Paganese Calcio 1926      | 36  | 4  | 11 | 21 | 036:720 | −36   | 23     |
| 19.             | SS Matera Calcio C1       | 36  | 4  | 4  | 28 | 016:910 | −75   | −80    |
| Stand: Endstand |                           |     |    |    |    |         |       |        |

Platzierungskriterien: 1. Punkte – 2. Direkter Vergleich (Punkte, Tordifferenz, geschossene Tore) – 3. Tordifferenz – 4. geschossene Tore

| Zum Saisonende 2018/19: |                                    |
| Meister der Gruppe, Aufstieg in die Serie B 2019/20 und Teilnahme an der Supercoppa Serie C Teilnahme an den Play-offs Teilnahme an den Play-offs als Sieger der Coppa Italia Serie C Teilnahme an den Play-outs Abstieg in die Serie D 2019/20 |                                    |
| |                                    |
| Zum Saisonende 2017/18: |                                    |
| (N) | Aufsteiger aus der Serie D 2017/18 |
| |                                    |

- SS Matera Calcio 96 Punkte[7][3]
- Siracusa Calcio 7 Punkt[7]
- Urbs Reggina 1914 4 Punkte[3]
- FC Rieti 4 Punkte[3]
- AS Bisceglie 3 Punkte[12]

- SS Monopoli 1966 2 Punkte[7]
- SS Juve Stabia 1 Punkt[7]
- Trapani Calcio 1 Punkt[7]
- Rende Calcio 1968 1 Punkt[7]

## Platzierungsrunden

### Play-offs

#### Gruppe A
Die Mannschaften auf den Plätzen 3 bis 10 der Gruppe A traten hier gegeneinander an, die drei bestplatzierten Mannschaften erhielten ein Freilos für die zweite bzw. die Finalrunde. Endete eine Begegnung remis, kam die Mannschaft mit der besseren Platzierung in der Abschlusstabelle weiter.
1. Runde
Die Spiele wurden am 12. Mai 2019 ausgetragen.
|                  | Ergebnis |                       |
| ---------------- | -------- | --------------------- |
| FC Pro Vercelli  | 3:1      | US Alessandria Calcio |
| Robur Siena      | 0:1      | Novara Calcio         |
| Carrarese Calcio | 2:0      | Aurora Pro Patria     |

2. Runde
Die Spiele wurden am 15. Mai 2019 ausgetragen.
|                 | Ergebnis |                  |
| --------------- | -------- | ---------------- |
| US Arezzo       | 2:2      | Novara Calcio    |
| FC Pro Vercelli | 1:2      | Carrarese Calcio |

#### Gruppe B
Die Mannschaften auf den Plätzen 3 bis 10 der Gruppe B traten hier gegeneinander an, die drei bestplatzierten Mannschaften erhielten ein Freilos für die zweite bzw. die Finalrunde. Endete eine Begegnung remis, kam die Mannschaft mit der besseren Platzierung in der Abschlusstabelle weiter.
1. Runde
Die Spiele wurden am 12. Mai 2019 ausgetragen.
|               | Ergebnis |                     |
| ------------- | -------- | ------------------- |
| SS Monza 1912 | 2:0      | FC Fermana          |
| FC Südtirol   | 1:0      | SS Sambenedettese   |
| FC Ravenna    | 1:1      | L.R. Vicenza Virtus |

2. Runde
Die Spiele wurden am 15. Mai 2019 ausgetragen.
|               | Ergebnis |             |
| ------------- | -------- | ----------- |
| Feralpisalò   | 0:0      | FC Ravenna  |
| SS Monza 1912 | 3:3      | FC Südtirol |

#### Gruppe C
Die Mannschaften auf den Plätzen 3 bis 10 der Gruppe C traten hier gegeneinander an, die drei bestplatzierten Mannschaften erhielten ein Freilos für die zweite bzw. die Finalrunde. Endete eine Begegnung remis, kam die Mannschaft mit der besseren Platzierung in der Abschlusstabelle weiter.
1. Runde
Die Spiele wurden am 12. Mai 2019 ausgetragen.
|                           | Ergebnis |                   |
| ------------------------- | -------- | ----------------- |
| Potenza Calcio            | 0:0      | Rende Calcio 1968 |
| Virtus Francavilla Calcio | 1:0      | FC Casertana      |
| Urbs Reggina 1914         | 1:1      | SS Monopoli 1966  |

2. Runde
Die Spiele wurden am 15. Mai 2019 ausgetragen.
|                | Ergebnis |                           |
| -------------- | -------- | ------------------------- |
| Catania Calcio | 4:1      | Urbs Reggina 1914         |
| Potenza Calcio | 3:1      | Virtus Francavilla Calcio |

#### Finalrunde
Die Sieger aus den jeweiligen 2. Runden sowie die Mannschaften, die aufgrund ihrer Tabellenplatzierungen Freilose erhielten, spielten hier gruppenübergreifend in Hin- und Rückspielen gegeneinander. Die Hinspiele wurden am 19., die Rückspiele am 22. Mai 2019 ausgetragen. Stand es nach zwei Partien unentschieden, kam die Mannschaft mit der besseren Platzierung in ihrer jeweiligen Gruppentabelle weiter.
|                  | Gesamt |                        | Hinspiel | Rückspiel |
| ---------------- | ------ | ---------------------- | -------- | --------- |
| Carrarese Calcio | 3:4    | AC Pisa                | 2:2      | 1:2       |
| SS Arezzo        | 5:0    | AS Viterbese Castrense | 3:0      | 2:0       |
| SS Monza 1912    | 4:4    | Imolese Calcio 1919    | 1:3      | 3:1       |
| Potenza Calcio   | 2:2    | Catania Calcio         | 1:1      | 1:1       |
| Feralpisalò      | 3:2    | Catanzaro Calcio 2011  | 1:0      | 2:2       |

Die Sieger aus den vorherigen Partien traten hier in Hin- und Rückspielen gegeneinander an. Die Hinspiele wurden am 29., die Rückspiele am 2. Juni 2019 ausgetragen. Stand es nach zwei Partien unentschieden, kam die Mannschaft mit der besseren Platzierung in ihrer jeweiligen Gruppentabelle weiter.
|                     | Gesamt |                      | Hinspiel | Rückspiel |
| ------------------- | ------ | -------------------- | -------- | --------- |
| SS Arezzo           | 2:4    | AC Pisa              | 2:3      | 0:1       |
| Catania Calcio      | 3:3    | Trapani Calcio       | 2:2      | 1:1       |
| Feralpisalò         | 1:3    | US Triestina         | 1:1      | 0:2       |
| Imolese Calcio 1919 | 2:3    | Piacenza Calcio 1919 | 0:2      | 2:1       |

Die letzten vier Mannschaften traten hier in Hin- und Rückspielen gegeneinander an. Die Hinspiele wurden am 5. und 8., die Rückspiele am 9. und 15. Juni 2019 ausgetragen. Stand es nach zwei Partien unentschieden, wurde eine Entscheidung per Verlängerung und anschließend im Elfmeterschießen herbeigeführt. Die beiden Sieger stiegen in die Serie B auf.
|                      | Gesamt |                | Hinspiel | Rückspiel |
| -------------------- | ------ | -------------- | -------- | --------- |
| AC Pisa              | 5:3    | US Triestina   | 2:2      | 3:1 n. V. |
| Piacenza Calcio 1919 | 0:2    | Trapani Calcio | 0:0      | 0:2       |

### Play-outs
Die sechs schlechtesten Mannschaften aus der Gruppenphase, die nicht bereits regulär abgestiegen waren, spielten hier in Hin- und Rückspielen um den Klassenerhalt.
Die Hinspiele wurden am 18., die Rückspiele am 25. und 26. Mai 2019 ausgetragen. Bei Gleichstand nach beiden Spielen stieg die Mannschaft mit der niedrigeren Platzierung in der Abschlusstabelle ab.
1. Runde
|                      | Ergebnis |                      |
| -------------------- | -------- | -------------------- |
| AS Lucchese Libertas | 2:0      | AC Cuneo 1905        |
| AC Cuneo 1905        | 0:1      | AS Lucchese Libertas |
| Virtus Verona        | 1:0      | FC Rimini 1912       |
| FC Rimini 1912       | 2:0      | Virtus Verona        |
| Paganese Calcio 1926 | 2:1      | AS Bisceglie         |
| AS Bisceglie         | 4:3      | Paganese Calcio 1926 |

Finale
Die Finalspiele wurden am 1. und am 8. Juni 2019 ausgetragen. Das Rückspiel musste im Elfmeterschießen entschieden werden.
|                      | Ergebnis        |                      |
| -------------------- | --------------- | -------------------- |
| AS Lucchese Libertas | 1:0             | AS Bisceglie         |
| AS Bisceglie         | 1:0 (2:3 i. E.) | AS Lucchese Libertas |

### Supercoppa Serie C
Hier spielten die drei Staffelmeister den Supercup aus.
| Datum      |                  | Ergebnis |                  |
| ---------- | ---------------- | -------- | ---------------- |
| 11.05.2019 | Virtus Entella   | 0:0      | Pordenone Calcio |
| 18.05.2019 | SS Juve Stabia   | 2:2      | Virtus Entella   |
| 25.05.2019 | Pordenone Calcio | 3:0      | SS Juve Stabia   |

| Pl. | Verein           | Sp. | S | U | N | Tore    | Diff. | Punkte |
| --- | ---------------- | --- | - | - | - | ------- | ----- | ------ |
| 1.  | Pordenone Calcio | 2   | 1 | 1 | 0 | 003:000 | +3    | 04     |
| 2.  | Virtus Entella   | 2   | 0 | 2 | 0 | 002:200 | ±0    | 02     |
| 3.  | SS Juve Stabia   | 2   | 0 | 1 | 1 | 002:500 | −3    | 01     |